# Moab
Moab (moabsko  𐤌𐤀𐤁‬ Māʾab, arabsko  مؤاب‎ muʾāb, hebrejsko מוֹאָב‬, sodobno hebrejsko Mō'av, tibersko Mōʾāḇ, starogrško  Μωάβ Mōáb, asirsko Mu'aba, Ma'ba, Ma'ab, egipčansko Mu'ab) je zgodovinsko ime gorate pokrajine v Jordaniji ob večjem delu vzhodne obale Mrtvega morja. Moabsko kraljestvo je dokazano na številnih arheoloških najdbah, od katerih je najbolj znana Meševa stela. Na njej je opisana zmaga Moabcev nad neimenovanim sinom izraelskega kralja Omrija. Prestolnica Moaba je bil Dibon. Po Hebrejski Bibliji je bil Moab pogosto v sporih s svojimi izraelskimi sosedi na zahodu. 

## Etimologija
Etimologija besede Moab je nezanesljiva. Najstarejša omemba imena je v Septuaginti, pisani v aleksandrijski grščini, ki se naslanja na moabski vir in ime razlaga kot ἐκ τοῦ πατρός μου – od mojega očeta. Druge razlage imajo ime za popačenko izraza očetovo seme ali deležniško obliko glagola želeti, kar hkrati pomeni obljubljena dežela. Rashi razlaga, da beseda Mo'ab pomeni  od očeta, ker  ab v hebrejščini, arabščini in drugih semitskih jezikih pomeni  oče. Fritz Hommel razlaga besedo Moab kot okrajšavo izraza immo-ab = njegova mati je njegov oče.
Po Genezi 19:30–38 je bil praoče Moabcev Lotov sin Moab, spočet v  Lotovem krvoskrunskem odnosu s svojo najstarejšo hčerko. Ona in njena sestra sta v uničenju Sodome in Gomore izgubili svoja zaročenca in mater, zato sta se odločili, da bosta očetov rod nadaljevali kar s svojim očetom. Starejša sestra je očeta opila, opravila načrtovano dejanje in rodila sina Moaba. Mlajša sestra je naredila enako in rodila sina Ben-Amija, praočeta Amoncev. Po Jašerjevi knjigi 24:24 je imel Moab štiri sinove Eda, Majona, Tarza in Kanvila. Njegova žena, katere ime ni omenjeno, je bila domnevno iz Kanaana.

## Geografija
Boab je planota približno 900 m nad gladino Sredozemskega morja in 1.300 nad gladino Mrtvega morja. Od severa proti jugu se postopoma dviga. 
Na zahodu je Moab omejen z Mrtvim morjem, na jugu z reko Jordan, na vzhodu pa z Arabsko puščavo, od katere ga ločuje valovito hribovje. Severno od njega je bilo kraljestvo Amon, južno pa kraljestvo Edom.  Severna meja Moaba se je spreminjala, na splošno pa je potekala nekaj kilometrov severno od najsevernejšega roba Mrtvega morja.
Po Ezekielu 25:9 so meje Moaba označevali Bet Ješimot (sever), Baal Meon (vzhod) in Kirjataim (jug).
Spreminjanje meja so razvidne iz seznama mest, ki jih naštevata Izaija 15-16 in Jeremija 48:21. Mesta Hešbon, Elealeh in Džazer so omenjena severno od Bet Ješimota, Madaba, Bet Gamul in Mephaat vzhodno od Baal Meona, Dibon, Aroer, Bezer, Džahaz in Kirhareset pa južno od Kirjataima. Glavne reke v Moabu, omenjene v Bibliji, so bile Arnon, Dibon ali Dimon in Nimrim. 
Apnenčasti hribi skoraj brez dreves so na splošno strmi, vendar rodovitni. Spomladi jih poraste trava, na ravnicah pa domačini prideljejo žito. 
Na severu Moaba so številne dolge in globoke soteske in gora Nebo, znana kot prizorišče Mojzesove smrti. Padavin je dokaj veliko, podnebje pa je kljub vročemu poletju hladnejše od podnebja zahodno od reke Jordan. Pozimi in spomladi pogosto tudi sneži. 
Planota je posejana z več sto dolmenov, menhirjev in kamnitih krogov ter porušenih vasi, večinoma iz rimskega in bizantinskega obdobja. Na njej so zdaj naseljeni večinoma Beduini. 
Največje ozemlje, ki so ga posedovali Moabci pred invazijo Amoritov, je bilo naravno razdeljeno na tri različne in neodvisne dele: zaprt trikotnik južno od Arnona, imenovan Moabsko polje,  ozemlje nasproti Jerihe in do hribovja Gilead, imenovano Moabska dežela, in  ozemlje pod gladino Sredozemskega morja v tropskem delu doline Jordana.

## Gospodarstvo
Moab je bil vir številnih naravnih snovi, vključno z apnencem, soljo in balzamom iz pokrajin ob Mrtvem morju. Moabci so zasedali vitalen prostor ob Kraljevi glavni cesti, starodavni trgovski poti, ki je povezovala Egipt z Mezopotamijo, Sirijo in Anatolijo. Trgovanje po tej poti je bilo za Moabce, Edomce in Amonite pomemben vir dohodkov.

## Zgodovina
Arheološki dokazi o obstoju Moabskega kraljestva pred vzponom Izraelskega kraljestva so skromni. Iz napisa na kolosalnem kipu Ramzesa II. v Luksorju, postavljenega v 13. stoletju pr. n. št., je razvidno, da so bili Mu'ab (Moabci) eno od ljudstev, ki jih je na svojem vojnem pohodu podjarmil Ramzes II.  
Med zgodnjimi sodobnimi popotniki po Moabu so bili Ulrich Jasper Seetzen (1805), Johann Ludwig Burckhardt (1812), Charles Leonard Irby in James Mangles (1818) in Louis Félicien de Saulcy (1851).

## Svetopisemske in druge pripovedi
Po Stari zavezi sta bila Moab in Amon Lotova sinova z njegova starejšo in mlajšo hčerko po uničenju Sodome in Gomore.
Moabci so bili sprva naseljeni na bogatem višavju vzhodno od Mrtvega morja. Njihovo ozemlje je segalo daleč na sever do gore Gilead. S tega ozemlja so pregnali prvotne prebivalce Emejce, potem pa so njih same proti jugu potisnili bojeviti Amoriti pod vodstvom kralja Sihona. Moabci so se umaknili v pokrajine južno od reke  Arnom, ki je postala njihova severna meja.
Bog je obnovil svojo zavezo z Izraelci v Moabu preden so vstopili v »obljubljeno deželo«, Mojzesu pa je s smrtjo preprečil vstop vanjo. Mojzesa so pokopali na neznanem kraju v Moabu, kjer so opravili tudi tridesetdnevno žalovanje
Po knjigi Sodnikov  Izraelci niso šli skozi deželo Moabcev, ker jim moabski kralj tega ni dovoli, ampak so podjarmili Sihonovo kraljestvo in zasedli njegovo  prestolnico Hešbon. Po osvojitvi Kanaana so bili odnosi med Moabci in Izraelci  spremenljivi, včasih sovražni, včasih miroljubni. Z Benjaminovim plemenom so imeli  vsaj en resen spopad, v katerem so na moabski strani sodelovali tudi Amoniti in Amalkiti Benjaminov šofet (sodnik) Ehud ben Gera je ubil moabskega kralja Eglona in po plitvini čez reko Jordan  povedel izraelsko vojsko proti Moabcem in jih veliko pobil.
Rutina knjiga dokazuje prijateljske odnose med Moabom in Betlehemom, enim od mest Judovega plemena. Za njenega potomca Davida velja, da je imel v svojih žilah moabsko kri. Ko je na Izraelce pritisnil kralj Savel, je svoje starše pustil pod zaščito moabskega kralja, ki je bil morda njegov rojak, potem pa so se prijateljski odnosi za vedno končali. Ko je v Davidovih vojnah  naslednjič omenjeno njegovo ime, je podjarmil  Moabce in jim vsilil izraelskega guvernerja. 
Med izgnanci, ki so se vrnili v Judejo iz Babilonije, je bilo tudi pleme potomcev Pahat-Moaba, katerega ime pomeni vladar Moaba.
Po uničenju Prvega templja se je znanje, katero pleme pripada kateremu ljudstvu, izgubilo. Moabci so bili  obravnavani enako kot druga ljudstva. Posledično so se lahko pripadniki vseh  ljudstev  brez omejitev spreobrnili v judovstvo. Problemi, opisani v Ezrovi in Nehemijevi knjigi so se zgodili zato, ker so se judovski moški poročili z ženskami iz različnih ljudstev brez njihovega predhodnega prestopa judovstvo.
Ob ukinitvi Judejskega kraljestva med Rehoboamovo vladavino se zdi, da se Moab absorbiral v severnem kraljestvu in ostal do Ahabove smrti izraelski vazal. Po izračunih Edwina Richarda Thieleja se je to zgodilo okoli leta 853 pr. n. št., ko so prenehali plačevati davek, razglasili svojo neodvisnost in začeli vojno proti Judejskemu kraljestvu.
Po Ahabovi smrti okoli 853 pr. n. št. so se Moabci pod Mešovim vodstvom uprli Jehoramu. Slednji je sklenil zavezništvo z judejskim kraljem Jozafatom in edomskim kraljem. Po Stari zavezi je prerok Eliša ukazal Izraelcem, naj med seboj in sovražnikom izkopljejo vrsto jarkov, ki so se ponoči čudežno napolnili z vodo, rdečo kot kri. Rdeča barva je prevarala Moabce in njihove zaveznike, da so se med seboj spopadli, kar je privedlo do njihovega poraza v Zizu pri Ejn Gediju.
Po napisu na Meševi steli so bili Moabci popolni zmagovalci in ponovno osvojili vsa ozemlja, ki jim jih odvzeli Izraelci. Bitka pri Zizu je zadnji pomemben datum v zgodovini Moabcev, ki ga omenja Stara zaveza. V letu Eliševe smrti so napadli Izrael in  kasneje sodelovali v Nebukadnezarjevem pohodu proti judejskemu kralju Joahimu.
Čeprav so v knjigah prerokov pripovedi o Moabu pogoste in sta »moabskim nadlogam« posvečeni kar dve Izaijevi poglavji (15 in 16)  in eno Jeremijevo poglavje (48), o deželi sami povedo zelo malo.   Pogosto sta omenjeni njegova blaginja in ponos, ki je po izraelskem mnenju sprožil božji bes, in njihov izrecno omenjen prezir do Izraela.
V Nimrudskem napisu Tiglat-Pileserja III. je moabski kralj Salmanu (morda Šalman, ki je oplenil Bet-arbel) omenjen kot asirski vazal. Sargon II. na glinasti prizmi omenja upor Moabcev proti Salmanuju, v katerem so bili udeleženi tudi Filistejci, Judejci in Edomci, na Taylorjevi prizmi, ki pripoveduje o pohodu proti  Ezekiji, pa moabski kralj Kammusu-Nadbi (Kemoš-nadab)prinača davek Sargonu kot svojemu suverenu. Drug moabski kralj, Mutzuri ("Egipčan" ?), je omenjen kot eden od podjarmljenih princev na dvoru Asarhadona in Asurbanipala, medtem ko je Kašalta, morda njegov naslednik, omenjen na Asurbanipalovem valju B.

## Religija
Omembe moabske religije so skromne. Večina Moabcev je sledila starodavni semitski veri, tako kot vsa druga  stara semitsko govoreča ljudstva. Četrta Mojzesova knjiga (Numeri) pravi, da so Moabci spodbujali Izraelce, naj se jim  pridružijo pri njihovih žrtvovanjih. Njihov glavni bog je bil Kemoš, zato so jih Izraelci včasih imenovali "Kemoševo ljudstvo".
V Drugu knjigi kraljev je zapis, da so Moabci, še posebej v grozni nevarnosti, Kemošu ponujali tudi človeške žrtve, na primer Meša, ki je žrtvoval svojega prvorojenca in naslednika. Kralj Salomon je za "gnusobo Moábcev" Kemoša kljub temu zgradil "visoko mesto" (oltar) na griču pred Jeruzalemom. Oltar je stal vse do Jošuove vladavine. Moabski kamen v 17. vrstici omenja tudi Kemoševo žensko nasprotje Ašter-Kemoš in v 14. vrstici boga Neboja, verjetno dobro znanega babilonskega boga Nabuja.

## Jezik
Moabščina je izumrl kanaanski jezik, ki so ga v zgodnjem 1. tisočletju pr. n. št. govorili v Moabu v sedanji osrednji Jordaniji. Pisali so ga v različici feničanske abecede.
Večina znanja o moabskem jeziku izvira iz Meševe stele, ki je edino znano obširno besedilo v tem jeziku.  Razen tega besedila obstajajo tudi tri vrstice besedila na El-Keraškem napisu in nekaj pečatov. Glavna značilnosti, po katerih se moabščina razlikuje od sorodnih kanaanskih jezikov, na primer hebrejščine, so: množinski -în  namesto -îm (na primer mlkn (kralji) namesto biblijskega hebrejskega məlākîm), podobno kot v aramejščini in arabščini; zadržanje ženskega obrazila -at ali –ah, ki se v biblični hebrejščini skrajša na -āh (na primer qiryat ali qiryah – mesto, biblično hebrejsko qiryāh), v zloženkah, v katerih je naziv države v imenovalniku, pa se obdrži (na primer  qiryát yisrael – mesto Izrael; obdržanje  glagolske oblike z infiksnim -t-, ki se najde tudi v arabščini in akadščini (w-’ltḥm – začel sem se bojevati, iz korena lḥm).
Po Glottologu, ki se sklicuje na Huehnergard & Rubin (2011), se moabščina ne razlikuje  od hebrejščine.

## Moab v judovskem izročilu
Po Stari zavezi so Kanaanci, tako kot Amonci, nasprotovali izraelski invaziji na Kanaan in bili zato za deset generacij izključeni iz občestva.  Izraz "deset generacij" se šteje za idiom, ki je pomenil neomejeno časovno obdobje, v nasprotju z idiomom "tretja generacija", ki je pomenil dovoljenje, da se egipčanski spreobrnjenci poročijo v judovsko skupnost.  Talmud izraža stališče, da se prepoved nanaša samo na moške Moabce, ki jim ni bilo dovoljeno poročiti se z rojeno Judinjo ali zakonito spreobrnjenko. Moabkam je bilo po spreobrnitvi v judovstvo poročanje dovoljeno, vendar ne s kohenom (duhovnikom). V izgnanstvu prepoved ni veljala. Ezra in Nehemija sta poskušala zakon uveljeviti na silo, ker so se moški poročali z nespreobrnjenimi ženskami. Salomonov potomec Rehoboam je bil sin Amonke Naame.
Na drugi strani so poroke betlehemskih efratejskih bratov Kiljona in Mahlona z Moabkama Orpo in Ruto  in po moževi smrti poroka Rute z Davidovim prapradedom Boazom omenjene povsem brez očitkov. Talmudska razlaga dogodkov pravi, da je zakon veljal samo moabske in amonske moške. Talmud trdi tudi to, da je prerok Samuel napisal Rutino knjigo  zato, da bi poravnal spore, ker se je pravilo od Boazovih časov pozabilo. Druga razlaga je, da Rutina knjiga preprosto poroča o dogodkih na nepristranski način, vsako pohvalo ali obsodbo pa prepušča bralcu.
Babilonski Talmud v razpravi Jevamot 76B (יבמות, Bratova vdova) razlaga, da je bil eden od razlogov za prepoved ta, da Amonci niso prijateljsko sprejeli Izraelovih otrok, Moabci pa so celo najeli vedeževalca Balaama, da jih je preklel. Razlika v odzivih obeh ljudstev je privedla do božjega dovoljenja, da Judje stalno nadlegujejo Moabce, vendar ne z vojno, in prepovedi, da nadlegujejo Amonce.
Ruta je sprejela boga svoje izraelske tašče Naomi. Po smrti svojega moža, njegovega brata in očeta, Naominega moža,  se je odločila, da se bo vrnila k Naominemu ljudstvu. 
Ruta je rekla Naomi: »Kamorkoli greš, bom šla tudi jaz; kjerkoli se boš nastanila, se bom nastanila tudi jaz; tvoje ljudstvo bo moje ljudstvo in tvoj bog bo moj bog«. Talmud ima njeno izjavo za osnovo tistega, kar mora storiti spreobrnjenec, da bi bil spreobrnjen. Obstajajo trditve, da je bila spreobrnjena šele potem, ko je po prihodu v Betlehem svojo izjavo ponovila pred sodiščem. 
Po Jeremijevi knjigi so bili Moabci zaradi svoje ošabnosti in malikovanja izgnani v Babilonijo. Po Rašiju se je to zgodilo zaradi njihove velike nehvaležnosti celo do Abrahama, prednika Izraelcev, ki je rešil praočeta Moabcev Lota iz Sodome. Jeremija jim je prerokoval, da se bodo iz izgnanstva  vrnili »na koncu dni«, se pravi nikoli.

## Zaton in propad
V perzijskem obdobju zgodovine Levanta je Moab izginil iz pisane zgodovine. Njegovo ozemlje so kasneje preplavila plemena iz severne Arabije, vključno s Kedarci in kasneje Nabatejci. V Nehemijevi knjigi 4:1 kot zavezniki Amoritov niso omenjeni Moabiti, ampak Arabci. Svetopisemsko ime pokrajine se je še dolgo časa ohranilo. Ko so Levant zasedli križarji, so na primer svoj grad v vzhodnem delu Jeruzalemskega kraljestva imenovali Krak des Moabites.

## Znani moabski kralji
- ?, kasneje Kamošjat (okoli 880-850 pr. n. št.)
- Meša (okoli 850-810 pr. n. št.)
- Hemoš-Nadab I. (okoli 800 pr. n. št.)
- Hemoš-Nadab II. (okoli 735 pr. n. št.)
- Hemoš-Nadab III.